# Base J
Le β-D-glucopyranosyloxyméthyluracile, couramment appelé base J en biologie moléculaire, est une base nucléique modifiée dérivée de l'uracile. Il s'agit d'un glucoside dans lequel le D-glucose est lié à un résidu d'hydroxyméthyluracile par une liaison osidique ; c'est toujours l'anomère β du glucose qui a été observé in vivo. Découvert en 1993 dans l'ADN nucléaire de Trypanosoma brucei, parasite responsable de la maladie du sommeil chez les humains, il s'agit de la première base nucléique hypermodifiée découverte dans le génome d'un eucaryote.
La base J a été observée chez tous les kinétoplastidés étudiés, tels que les Leishmania (Leishmania donovani) ou les trypanosomes (Trypanosoma brucei, Trypanosoma cruzi, Trypanosoma borelli), qui provoquent des parasitoses. Chez ces organismes, elle agit comme terminateur de transcription de l'ARN polymérase II ; son absence dans des cellules knock-out se traduit par la poursuite de la lecture de l'ADN à travers les sites de terminaison de l'ARN polymérase II, ce qui conduit in fine à la mort de la cellule,. On a également observé la base J chez des flagellés marins tels que Diplonema ainsi que chez Euglena gracilis, une algue unicellulaire, mais pas chez les autres protozoaires, ni chez les mycètes et les vertébrés, et donc pas chez l'homme.
La base J s'observe essentiellement dans les séquences répétées des organismes où on l'a identifiée, principalement dans les télomères. Elle remplace la thymine attendue dans environ 1 % des cas. Chez Trypanosoma brucei, elle n'a cependant pas été détectée lorsque le parasite se trouve chez l'hôte intermédiaire, en l'occurrence la mouche tsé-tsé. Elle est biosynthétisée par hydroxylation de la thymine (1) en hydroxyméthylthimidine (2) sous l'action d'une thymidine hydroxylase (A) puis glycosylation en β-D-glucopyranosyloxyméthyluracile (3) sous l'effet d'une glycosyltransférase (B) qu'il reste à identifier :